# Vela X-1

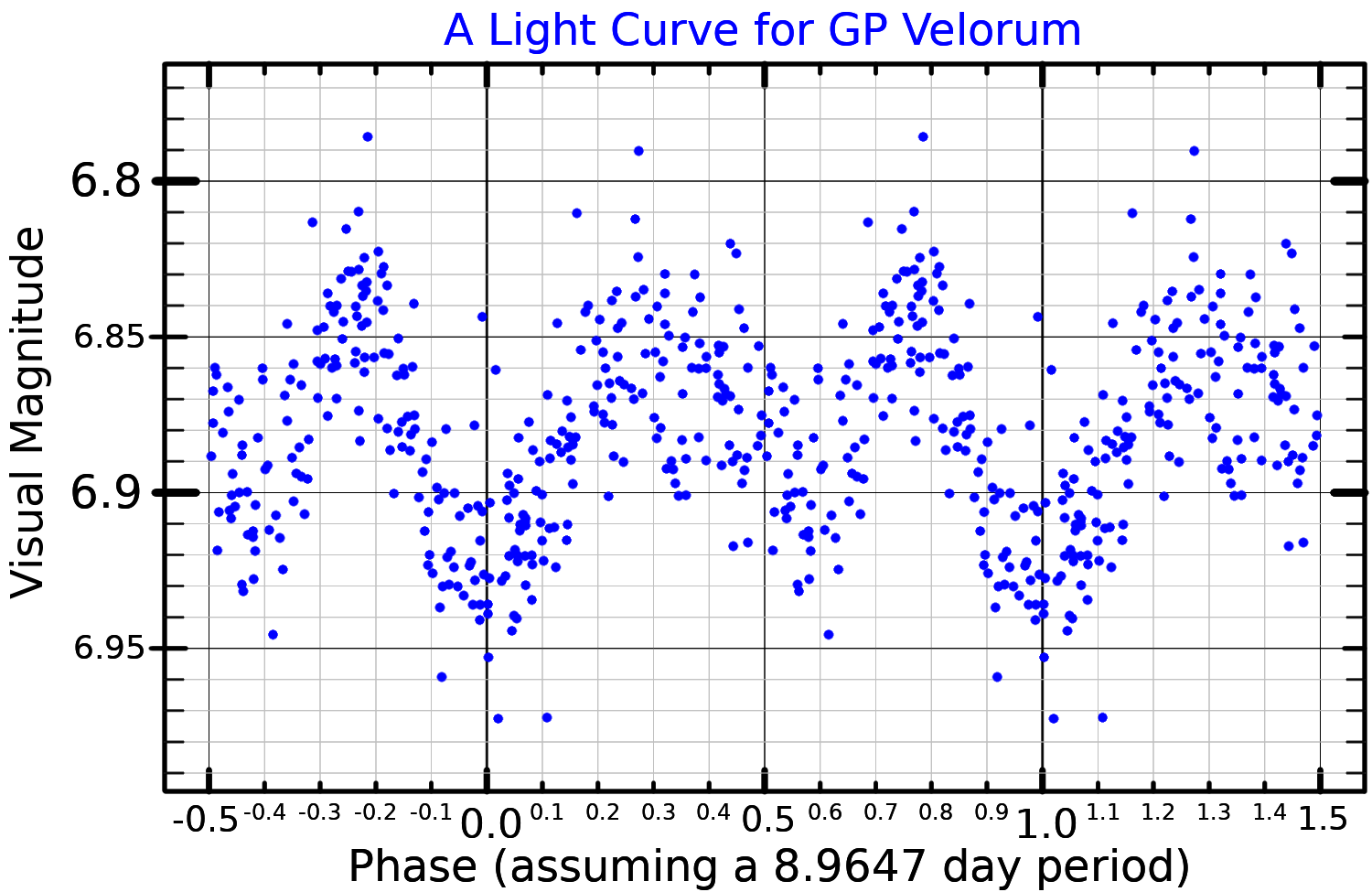
Curva de luz de QP Velorum

Vela X-1 (Vel X-1) es un sistema binario compuesto por un púlsar —una estrella de neutrones— y una estrella masiva, formando una binaria de rayos X de alta masa. Está situada en el seno de la constelación de Vela, siendo su fuente más brillante de rayos X. La estrella acompañante, HD 77581 (SAO 220767 / HIP 44368), es relativamente brillante —magnitud aparente +6,93—, siendo conocida desde hace más de un siglo. Sin embargo, su naturaleza como binaria de rayos X fue revelada mucho más tarde, en los albores de la astronomía de rayos X.
Vela X-1 fue descubierta como fuente de rayos X por el satélite artificial Uhuru en 1971.

## Componentes del sistema
HD 77581 es una supergigante azul de tipo espectral B0Ia que se encuentra a una distancia aproximada de 2 kiloparsecs, unos 6500 años luz.
Su diámetro es 30 veces más grande que el del Sol y tiene una masa de 23 masas solares.
La separación entre la supergigante y la estrella de neutrones es de sólo 1,7 veces el radio de la primera, siendo el período orbital de 8.964 días.
Cuando la supergigante pasa por delante de la estrella de neutrones se produce un eclipse en la emisión de rayos X de unos dos días de duración.
El par constituye una binaria eclipsante recibiendo la denominación de estrella variable GP Velorum; asimismo, la supergigante es una variable Alfa Cygni.
La emisión de rayos X por parte del pulsar se genera por la captura y acrecimiento de materia procedente del viento estelar de la estrella supergigante.
La masa de la estrella de neutrones es de al menos 1,88 ± 0,13 masas solares.
Su período de rotación es de cerca de 283 s, fluctuando de manera errática en torno a este valor. Esta elevada cifra para el período de rotación de un pulsar es característico de binarias de rayos X de alta masa; la materia acrecida por el objeto compacto, proveniente del viento estelar de la acompañante, no aporta momento cinético al pulsar y, por consiguiente, no permite acelerar su rotación.
Vela X-1 presenta un marcado interés en el estudio de las estrellas de neutrones, ya que su masa puede ser evaluada de un modo relativamente fiable, siendo una de las más altas conocidas —cerca de 1,7 masas solares. Ello ha permitido excluir ciertos modelos de la estructura interna en estrellas de neutrones, que predicen una masa máxima inferior a 1,7 masas solares.

Nota: Vela X-1 no debe ser confundido con el radio pulsar aislado Vela X.